# Talostolida teres
Blasicrura teres là một loài ốc biển, là động vật thân mềm chân bụng sống ở biển trong họ Cypraeidae, họ ốc sứ.

## Phụ loài
Các phân loài sau được công nhận:
- Blasicrura teres elatensis Heiman & Mienis, 2002
- Blasicrura teres janae Lorenz, 2002
- Blasicrura teres natalensis Heiman & Mienis, 2002
- Blasicrura teres teres (Gmelin, 1791)

## Phân bố
Loài này và các phân loài của nó phân bố ở Biển Đỏ và ở Ấn Độ Dương dọc theo Aldabra, Chagos, Comoros, Kenya, Madagascar, vùng bể Mascarene, Mauritius, Mozambique, Réunion, Seychelles, Somalia và Tanzania.

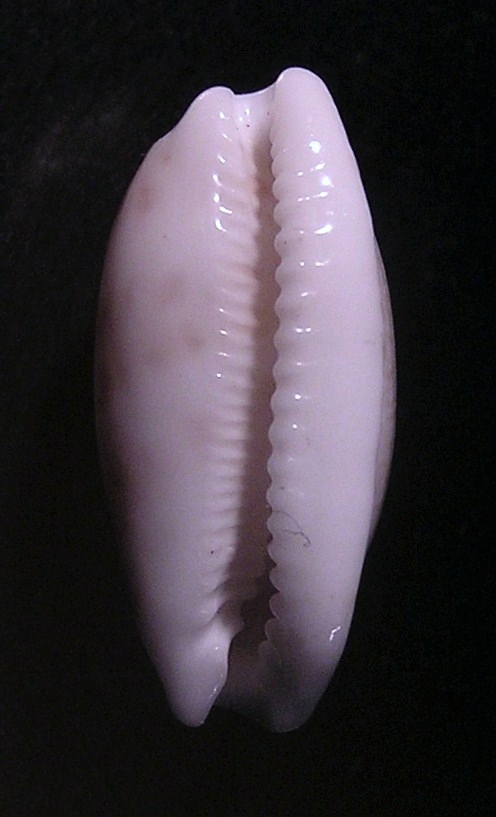
apertural view
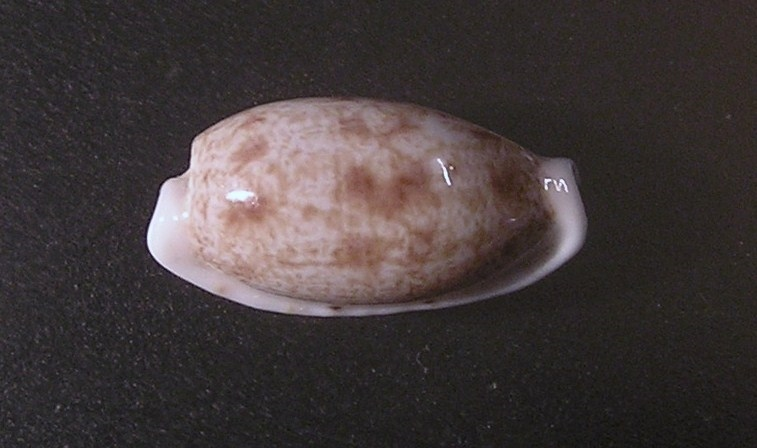
dorsal view